# Raków Częstochowa w sezonie 2025/2026
Ten artykuł dotyczy trwającego lub niedawnego wydarzenia sportowego. Informacje w nim zamieszczone mogą się zmienić lub zdezaktualizować wraz z postępem zdarzenia. Początkowe doniesienia, wyniki lub statystyki mogą być niepewne. Ostatnie aktualizacje do tego artykułu mogą nie odzwierciedlać najbardziej aktualnych informacji.
Raków Częstochowa w sezonie 2025/2026

## Skład
Stan na 6 sierpnia 2025
| Nr | Poz. | Piłkarz              |
| -- | ---- | -------------------- |
| 1  | BR   | Kacper Trelowski     |
| 2  | OB   | Ariel Mosór          |
| 4  | OB   | Stratos Swarnas      |
| 5  | PO   | Marko Bulat          |
| 6  | PO   | Oskar Repka          |
| 7  | PO   | Fran Tudor           |
| 8  | PO   | Tomasz Pieńko        |
| 9  | NA   | Patryk Makuch        |
| 10 | PO   | Ivi López            |
| 11 | PO   | Adriano Amorim       |
| 17 | NA   | Leonardo Rocha       |
| 18 | NA   | Jonatan Braut Brunes |
| 19 | PO   | Michael Ameyaw       |
| 20 | PO   | Jean Carlos          |
| 23 | PO   | Karol Struski        |

| Nr | Poz. | Piłkarz                                  |
| -- | ---- | ---------------------------------------- |
| 24 | OB   | Zoran Arsenić (kapitan)                  |
| 25 | OB   | Bogdan Racovițan                         |
| 26 | PO   | Erick Otieno                             |
| 28 | PO   | Jesús Díaz                               |
| 30 | PO   | Władysław Koczerhin                      |
| 31 | BR   | Muhamed Šahinović                        |
| 39 | BR   | Jakub Mądrzyk                            |
| 48 | BR   | Oliwier Zych (wypożyczony z Aston Villi) |
| 66 | OB   | Apostolos Konstandopulos                 |
| 80 | PO   | Lamine Diaby-Fadiga                      |
| 88 | PO   | Péter Baráth                             |
| 91 | NA   | Tomasz Walczak                           |
| 97 | PO   | Ibrahima Seck                            |
| 99 | NA   | Adam Basse                               |
|    | PO   | Jakub Myszor                             |

### Przybyli
| Data transferu  | Pozycja | Numer | Piłkarz                  | Z klubu               | Rodzaj transferu      | Źródło        |
| --------------- | ------- | ----- | ------------------------ | --------------------- | --------------------- | ------------- |
| 28 maja 2025    | NA      | 18    | Jonatan Braut Brunes     | Oud-Heverlee Leuven   | transfer definitywny  | [ 2 ]         |
| 16 czerwca 2025 | PO      | 15    | Jesús Díaz               | Stal Rzeszów          | transfer definitywny  | [ 3 ]         |
| 18 czerwca 2025 | PO      | 80    | Lamine Diaby-Fadiga      | Jagiellonia Białystok | transfer definitywny  | [ 4 ]         |
| 20 czerwca 2025 | PO      | 23    | Karol Struski            | Aris Limassol         | transfer definitywny  | [ 5 ]         |
| 1 lipca 2025    | BR      | 39    | Jakub Mądrzyk            | Stal Mielec           | powrót z wypożyczenia | [ 6 ] [ 7 ]   |
| 1 lipca 2025    | BR      |       | Jakub Rajczykowski       | Świt Szczecin         | powrót z wypożyczenia | [ 8 ] [ 9 ]   |
| 1 lipca 2025    | PO      | 21    | Antoni Burkiewicz        | Podhale Nowy Targ     | powrót z wypożyczenia | [ 10 ]        |
| 1 lipca 2025    | PO      | 22    | Kacper Masiak            | GKS Jastrzębie        | powrót z wypożyczenia | [ 11 ] [ 12 ] |
| 1 lipca 2025    | PO      |       | Jakub Myszor             | Ruch Chorzów          | powrót z wypożyczenia | [ 13 ] [ 14 ] |
| 1 lipca 2025    | PO      |       | Kacper Nowakowski        | Miedź Legnica         | powrót z wypożyczenia | [ 15 ]        |
| 1 lipca 2025    | NA      | 91    | Tomasz Walczak           | Miedź Legnica         | powrót z wypożyczenia | [ 16 ] [ 17 ] |
| 1 lipca 2025    | OB      | 66    | Apostolos Konstandopulos | K Beerschot VA        | wolny transfer        | [ 18 ]        |
| 4 lipca 2025    | PO      | 6     | Oskar Repka              | GKS Katowice          | transfer definitywny  | [ 19 ]        |
| 14 lipca 2025   | BR      | 48    | Oliwier Zych             | Aston Villa           | wypożyczenie          | [ 20 ]        |
| 26 lipca 2025   | PO      | 8     | Tomasz Pieńko            | Zagłębie Lubin        | transfer definitywny  | [ 21 ]        |
| 31 lipca 2025   | PO      | 88    | Péter Baráth             | Ferencvárosi TC       | transfer definitywny  | [ 22 ]        |
| 1 sierpnia 2025 | PO      | 5     | Marko Bulat              | Dinamo Zagrzeb        | transfer definitywny  | [ 23 ]        |

### Odeszli
| Data transferu   | Pozycja | Numer | Piłkarz            | Do klubu              | Rodzaj transferu      | Źródło |
| ---------------- | ------- | ----- | ------------------ | --------------------- | --------------------- | ------ |
| 20 maja 2025     | OB      | 88    | Matej Rodin        | bez klubu             | wygaśnięcie kontraktu | [ 24 ] |
| 22 maja 2025     | BR      | 12    | Dušan Kuciak       | bez klubu             | wygaśnięcie kontraktu | [ 25 ] |
| 22 maja 2025     | OB      | 3     | Milan Rundić       | bez klubu             | wygaśnięcie kontraktu | [ 26 ] |
| 30 maja 2025     | PO      | 8     | Ben Lederman       | Maccabi Tel Awiw      | transfer definitywny  | [ 27 ] |
| 13 czerwca 2025  | PO      | 26    | Dawid Drachal      | Jagiellonia Białystok | transfer definitywny  | [ 28 ] |
| 17 czerwca 2025  | PO      | 97    | Lazaros Lambru     | Wolos NPS             | transfer definitywny  | [ 29 ] |
| 2 lipca 2025     | PO      | 22    | Kacper Masiak      | Stal Rzeszów          | transfer definitywny  | [ 30 ] |
| 17 lipca 2025    | PO      |       | Kacper Nowakowski  | Chrobry Głogów        | wypożyczenie          | [ 31 ] |
| 18 lipca 2025    | BR      |       | Jakub Rajczykowski | Świt Szczecin         | wypożyczenie          | [ 32 ] |
| 23 lipca 2025    | PO      | 5     | Gustav Berggren    | New York Red Bulls    | transfer definitywny  | [ 33 ] |
| 11 sierpnia 2025 | PO      | 77    | Tobiasz Mras       | Wieczysta Kraków      | transfer definitywny  | [ 34 ] |
| 11 sierpnia 2025 | PO      | 21    | Antoni Burkiewicz  | Polonia Bytom         | wypożyczenie          | [ 35 ] |
| 20 sierpnia 2025 | PO      | 14    | Srđan Plavšić      | Baník Ostrawa         | wypożyczenie          | [ 36 ] |

## Mecze towarzyskie
| 28 czerwca 2025        | Raków Częstochowa | 1:3   | Bruk-Bet Termalica Nieciecza               |                                      |
| 14:00 CEST (UTC+02:00) | Seck 68'          | (0:0) | 66' Hilbrycht · 75' Kubica · 86' Faßbender | Zagłębiowski Park Sportowy Widzów: 0 |
| 14:00 CEST (UTC+02:00) | Ameyaw 55'        | (0:0) | 90' Kubica                                 | Zagłębiowski Park Sportowy Widzów: 0 |

| 5 lipca 2025           | Raków Częstochowa                                           | 4:1   | FK Železiarne Podbrezová |               |
| 14:00 CEST (UTC+02:00) | Repka 41' · Konstandopulos 44' · Makuch 80' · Arsenić 90+1' | (2:1) | 45' Šiler                | Arłamów Arena |

| 8 lipca 2025           | Raków Częstochowa      | 2:1   | Patro Eisden Maasmechelen |           |
| 12:00 CEST (UTC+02:00) | Rocha 16' · Makuch 33' | (2:1) | 4' Robberechts            | Widzów: 0 |
| 12:00 CEST (UTC+02:00) | 53' Borry              | (2:1) |                           | Widzów: 0 |

| 8 lipca 2025           | Raków Częstochowa              | 2:0   | Lommel SK |  |
| 17:00 CEST (UTC+02:00) | Konstandopulos 70' · Repka 87' | (0:0) |           |  |

| 11 lipca 2025          | Club Brugge          | 1:1   | Raków Częstochowa |  |
| 18:00 CEST (UTC+02:00) | Reis 21'             | (1:1) | 3' Brunes         |  |
| 18:00 CEST (UTC+02:00) | Gomez Van Hoogen 87' | (1:1) |                   |  |

| 12 lipca 2025          | Raków Częstochowa        | 2:2   | RSC Anderlecht            |  |
| 12:00 CEST (UTC+02:00) | Rocha 77' · Myszor 90+1' | (0:1) | 42' Dolberg · 67' N’Diaye |  |

| 20 lipca 2025          | Raków Częstochowa | 0:0   | Lechia Tomaszów Mazowiecki |  |
| 11:00 CEST (UTC+02:00) |                   | (0:0) |                            |  |

## Rozgrywki

### Ekstraklasa

#### Tabela
| Lp. | Drużyna                      | M | Z | R | P | B+ | B– | +/– | Pkt | Kwalifikacja lub spadek                         |
| --- | ---------------------------- | - | - | - | - | -- | -- | --- | --- | ----------------------------------------------- |
| 1   | Wisła Płock                  | 5 | 4 | 1 | 0 | 8  | 2  | +6  | 13  | Liga Mistrzów UEFA • II runda kwalifikacyjna    |
| 2   | Cracovia                     | 5 | 3 | 1 | 1 | 11 | 8  | +3  | 10  | Liga Mistrzów UEFA • II runda kwalifikacyjna    |
| 3   | Górnik Zabrze                | 5 | 3 | 0 | 2 | 7  | 4  | +3  | 9   | Liga Konferencji UEFA • II runda kwalifikacyjna |
| 4   | Jagiellonia Białystok        | 4 | 3 | 0 | 1 | 10 | 9  | +1  | 9   | Liga Konferencji UEFA • II runda kwalifikacyjna |
| 5   | Legia Warszawa               | 4 | 2 | 1 | 1 | 5  | 2  | +3  | 7   |                                                 |
| 6   | Radomiak Radom               | 5 | 2 | 1 | 2 | 10 | 8  | +2  | 7   |                                                 |
| 7   | Bruk-Bet Termalica Nieciecza | 5 | 2 | 1 | 2 | 8  | 6  | +2  | 7   |                                                 |
| 8   | Widzew Łódź                  | 5 | 2 | 1 | 2 | 7  | 5  | +2  | 7   |                                                 |
| 9   | Lech Poznań                  | 4 | 2 | 1 | 1 | 8  | 9  | −1  | 7   |                                                 |
| 10  | Raków Częstochowa            | 4 | 2 | 0 | 2 | 6  | 7  | −1  | 6   |                                                 |
| 11  | Zagłębie Lubin               | 4 | 1 | 2 | 1 | 9  | 6  | +3  | 5   |                                                 |
| 12  | Korona Kielce                | 5 | 1 | 2 | 2 | 5  | 6  | −1  | 5   |                                                 |
| 13  | Motor Lublin                 | 4 | 1 | 2 | 1 | 5  | 7  | −2  | 5   |                                                 |
| 14  | Arka Gdynia                  | 5 | 1 | 2 | 2 | 4  | 7  | −3  | 5   |                                                 |
| 15  | GKS Katowice                 | 5 | 1 | 1 | 3 | 7  | 10 | −3  | 4   |                                                 |
| 16  | Pogoń Szczecin               | 5 | 1 | 1 | 3 | 7  | 12 | −5  | 4   | Spadek do I ligi                                |
| 17  | Piast Gliwice                | 3 | 0 | 1 | 2 | 0  | 3  | −3  | 1   | Spadek do I ligi                                |
| 18  | Lechia Gdańsk                | 5 | 0 | 2 | 3 | 11 | 17 | −6  | −3  | Spadek do I ligi                                |

1. ↑  Komisja Odwoławcza ds. Licencji Klubowych PZPN nałożyła na klub środek kontroli w postaci pozbawienia pięciu (5) punktów w sezonie rozgrywkowym 2025/2026 za naruszenie kryterium F.03 oraz F.04 Podręcznika Licencyjnego.

#### Miejsca po danych kolejkach
| Drużyna \ Kolejka | 1                 | 2 | 3 | 4  | 5  | 6  | 7 | 8 | 9 | 10 | 11 | 12 | 13 | 14 | 15 | 16 | 17 | 18 | 19 | 20 | 21 | 22 | 23 | 24 | 25 | 26 | 27 | 28 | 29 | 30 | 31 | 32 | 33 | 34 |  |
| ----------------- | ----------------- | - | - | -- | -- | -- | - | - | - | -- | -- | -- | -- | -- | -- | -- | -- | -- | -- | -- | -- | -- | -- | -- | -- | -- | -- | -- | -- | -- | -- | -- | -- | -- |  |
| Drużyna \ Kolejka | Raków Częstochowa | 6 | 8 | 10 | 14 | 10 |   |   |   |    |    |    |    |    |    |    |    |    |    |    |    |    |    |    |    |    |    |    |    |    |    |    |    |    |  |

Uwaga: Linia pionowa oznacza zimową przerwę w rozgrywkach.

#### Mecze
| 119 lipca 2025 | GKS Katowice | 0:1   | Raków Częstochowa |                                                                                    |
| 20:15          |              | (0:0) | 51' Brunes        | Stadion GKS Katowice, Katowice Widzów: 11 925 Sędzia: Jarosław Przybył (Kluczbork) |
| 20:15          | Jędrych 77'  | (0:0) | 29' Struski       | Stadion GKS Katowice, Katowice Widzów: 11 925 Sędzia: Jarosław Przybył (Kluczbork) |

| 227 lipca 2025 | Raków Częstochowa                                             | 1:2   | Wisła Płock                                                    | |
| 14:45          | Diaby-Fadiga 19'                                              | (1:1) | 41' Salvador · 71' Nowak                                       | Miejski Stadion Piłkarski Raków w Częstochowie, Częstochowa Widzów: 5392 Sędzia: Paweł Raczkowski (Warszawa) |
| 14:45          | Seck 9' · Diaby-Fadiga 42' · Konstandopulos 43' · Mosór 90+8' | (1:1) | 45+3' Haglind-Sangré · 57' Nowak · 59' Nastić · 89' Edmundsson | Miejski Stadion Piłkarski Raków w Częstochowie, Częstochowa Widzów: 5392 Sędzia: Paweł Raczkowski (Warszawa) |

| 33 sierpnia 2025 | Radomiak Radom                        | 3:1   | Raków Częstochowa                       |                                                                                       |
| 17:30            | Capita 48' · Alves 66' · Maurides 85' | (0:0) | 68' Brunes                              | Stadion im. Braci Czachorów, Radom Widzów: 8 544 Sędzia: Damian Sylwestrzak (Wrocław) |
| 17:30            | Jordão 30' · Pedro 82' · Wolski 90+5' | (0:0) | 56' Mosór · 64' Arsenić · 90+4' Adriano | Stadion im. Braci Czachorów, Radom Widzów: 8 544 Sędzia: Damian Sylwestrzak (Wrocław) |

| 517 sierpnia 2025 | Bruk-Bet Termalica Nieciecza | 2:3   | Raków Częstochowa                                    |                                                                                |
| 20:15             | Jiménez 3' · Strzałek 81'    | (1:1) | 14' Ameyaw · 68' Bulat · 74' Rocha                   | Stadion Nieciecza KS, Nieciecza Widzów: 4 595 Sędzia: Szymon Marciniak (Płock) |
| 20:15             | Kubica 80' · Isik 89'        | (1:1) | 8' Bulat · 72' Diaby-Fadiga · 80' Baráth · 89' López | Stadion Nieciecza KS, Nieciecza Widzów: 4 595 Sędzia: Szymon Marciniak (Płock) |

### Liga Konferencji UEFA

#### II runda kwalifikacyjna
| 24 lipca 2025 | Raków Częstochowa                                     | 3:0   | MŠK Žilina |                                                                      |
| 21:00 CEST    | Belko 48' (sam.) · Brunes 58' (k.) · Diaby-Fadiga 73' | (0:0) |            | Miejski Stadion Piłkarski Raków, Częstochowa Sędzia: Fabio Verissimo |
| 21:00 CEST    | 51', 63' Minárik · 68' Ďuriš · 69' Gidi               | (0:0) |            | Miejski Stadion Piłkarski Raków, Częstochowa Sędzia: Fabio Verissimo |

| 31 lipca 2025 | MŠK Žilina  | 1:3   | Raków Częstochowa                          |                                              |
| 20:30 CEST    | Ďuriš 13'   | (1:1) | 37' Makuch · 52' Brunes · 72' Diaby-Fadiga | Stadion pod Dubňom, Żylina Sędzia: Genc Nuza |
| 20:30 CEST    | Roginić 80' | (1:1) | 51' Repka                                  | Stadion pod Dubňom, Żylina Sędzia: Genc Nuza |

#### III runda kwalifikacyjna
| 7 sierpnia 2025 | Raków Częstochowa                                                       | 0:1   | Maccabi Hajfa |                                                                               |
| 21:00 CEST      |                                                                         | (0:0) | 61' Azulaj    | Miejski Stadion Piłkarski Raków, Częstochowa Widzów: 5 302 Sędzia: Rob Harvey |
| 21:00 CEST      | 38' Eisat · 45' Azulaj · 59' Cornud · 63' Seck · 85' Melamed · 90' Kasa | (0:0) |               | Miejski Stadion Piłkarski Raków, Częstochowa Widzów: 5 302 Sędzia: Rob Harvey |

| 14 sierpnia 2025 | Maccabi Hajfa                                                                | 0:2   | Raków Częstochowa                    |                                                                 |
| 20:00 CEST       |                                                                              | (0:1) | 45+1' Baráth · 76' (k.) Diaby-Fadiga | Nagyerdei Stadion, Debreczyn Widzów: 665 Sędzia: Jérôme Brisard |
| 20:00 CEST       | Eisat 31', 55' · Haziza 41' · Azulaj 85' · Goldberg 90+10' · Jermakow 90+12' | (0:1) | 90+12' Plavšić                       | Nagyerdei Stadion, Debreczyn Widzów: 665 Sędzia: Jérôme Brisard |

## Występy piłkarzy
| Numer | Zawodnik                 | Łącznie | Łącznie | Łącznie | Łącznie | Łącznie      | Łącznie      | Łącznie         | Ekstraklasa | Ekstraklasa | Ekstraklasa | Ekstraklasa | Ekstraklasa  | Ekstraklasa  | Ekstraklasa     | Puchary krajowe i międzynarodowe | Puchary krajowe i międzynarodowe | Puchary krajowe i międzynarodowe | Puchary krajowe i międzynarodowe | Puchary krajowe i międzynarodowe | Puchary krajowe i międzynarodowe | Puchary krajowe i międzynarodowe |
| Numer | Zawodnik                 | Minuty  | Występy | Bramki  | Asysty  | Czyste konta | Żółta kartka | Czerwona kartka | Minuty      | Występy     | Bramki      | Asysty      | Czyste konta | Żółta kartka | Czerwona kartka | Minuty                           | Występy                          | Bramki                           | Asysty                           | Czyste konta                     | Żółta kartka                     | Czerwona kartka                  |
| ----- | ------------------------ | ------- | ------- | ------- | ------- | ------------ | ------------ | --------------- | ----------- | ----------- | ----------- | ----------- | ------------ | ------------ | --------------- | -------------------------------- | -------------------------------- | -------------------------------- | -------------------------------- | -------------------------------- | -------------------------------- | -------------------------------- |
| 1     | Kacper Trelowski         |         |         |         |         |              |              |                 |             |             |             |             |              |              |                 |                                  |                                  |                                  |                                  |                                  |                                  |                                  |
| 2     | Ariel Mosór              |         |         |         |         |              |              |                 |             |             |             |             |              |              |                 |                                  |                                  |                                  |                                  |                                  |                                  |                                  |
| 4     | Stratos Swarnas          |         |         |         |         |              |              |                 |             |             |             |             |              |              |                 |                                  |                                  |                                  |                                  |                                  |                                  |                                  |
| 5     | Marko Bulat              |         |         |         |         |              |              |                 |             |             |             |             |              |              |                 |                                  |                                  |                                  |                                  |                                  |                                  |                                  |
| 6     | Oskar Repka              |         |         |         |         |              |              |                 |             |             |             |             |              |              |                 |                                  |                                  |                                  |                                  |                                  |                                  |                                  |
| 7     | Fran Tudor               |         |         |         |         |              |              |                 |             |             |             |             |              |              |                 |                                  |                                  |                                  |                                  |                                  |                                  |                                  |
| 8     | Tomasz Pieńko            |         |         |         |         |              |              |                 |             |             |             |             |              |              |                 |                                  |                                  |                                  |                                  |                                  |                                  |                                  |
| 9     | Patryk Makuch            |         |         |         |         |              |              |                 |             |             |             |             |              |              |                 |                                  |                                  |                                  |                                  |                                  |                                  |                                  |
| 10    | Ivi López                |         |         |         |         |              |              |                 |             |             |             |             |              |              |                 |                                  |                                  |                                  |                                  |                                  |                                  |                                  |
| 11    | Adriano Amorim           |         |         |         |         |              |              |                 |             |             |             |             |              |              |                 |                                  |                                  |                                  |                                  |                                  |                                  |                                  |
| 14    | Srđan Plavšić            |         |         |         |         |              |              |                 |             |             |             |             |              |              |                 |                                  |                                  |                                  |                                  |                                  |                                  |                                  |
| 15    | Jesús Díaz               |         |         |         |         |              |              |                 |             |             |             |             |              |              |                 |                                  |                                  |                                  |                                  |                                  |                                  |                                  |
| 17    | Leonardo Rocha           |         |         |         |         |              |              |                 |             |             |             |             |              |              |                 |                                  |                                  |                                  |                                  |                                  |                                  |                                  |
| 18    | Jonatan Braut Brunes     |         |         |         |         |              |              |                 |             |             |             |             |              |              |                 |                                  |                                  |                                  |                                  |                                  |                                  |                                  |
| 19    | Michael Ameyaw           |         |         |         |         |              |              |                 |             |             |             |             |              |              |                 |                                  |                                  |                                  |                                  |                                  |                                  |                                  |
| 20    | Jean Carlos              |         |         |         |         |              |              |                 |             |             |             |             |              |              |                 |                                  |                                  |                                  |                                  |                                  |                                  |                                  |
| 21    | Antoni Burkiewicz        |         |         |         |         |              |              |                 |             |             |             |             |              |              |                 |                                  |                                  |                                  |                                  |                                  |                                  |                                  |
| 23    | Karol Struski            |         |         |         |         |              |              |                 |             |             |             |             |              |              |                 |                                  |                                  |                                  |                                  |                                  |                                  |                                  |
| 24    | Zoran Arsenić            |         |         |         |         |              |              |                 |             |             |             |             |              |              |                 |                                  |                                  |                                  |                                  |                                  |                                  |                                  |
| 25    | Bogdan Racovițan         |         |         |         |         |              |              |                 |             |             |             |             |              |              |                 |                                  |                                  |                                  |                                  |                                  |                                  |                                  |
| 26    | Erick Otieno             |         |         |         |         |              |              |                 |             |             |             |             |              |              |                 |                                  |                                  |                                  |                                  |                                  |                                  |                                  |
| 30    | Władysław Koczerhin      |         |         |         |         |              |              |                 |             |             |             |             |              |              |                 |                                  |                                  |                                  |                                  |                                  |                                  |                                  |
| 31    | Muhamed Šahinović        |         |         |         |         |              |              |                 |             |             |             |             |              |              |                 |                                  |                                  |                                  |                                  |                                  |                                  |                                  |
| 39    | Jakub Mądrzyk            |         |         |         |         |              |              |                 |             |             |             |             |              |              |                 |                                  |                                  |                                  |                                  |                                  |                                  |                                  |
| 48    | Oliwier Zych             |         |         |         |         |              |              |                 |             |             |             |             |              |              |                 |                                  |                                  |                                  |                                  |                                  |                                  |                                  |
| 66    | Apostolos Konstandopulos |         |         |         |         |              |              |                 |             |             |             |             |              |              |                 |                                  |                                  |                                  |                                  |                                  |                                  |                                  |
| 77    | Tobiasz Mras             |         |         |         |         |              |              |                 |             |             |             |             |              |              |                 |                                  |                                  |                                  |                                  |                                  |                                  |                                  |
| 80    | Lamine Diaby-Fadiga      |         |         |         |         |              |              |                 |             |             |             |             |              |              |                 |                                  |                                  |                                  |                                  |                                  |                                  |                                  |
| 88    | Péter Baráth             |         |         |         |         |              |              |                 |             |             |             |             |              |              |                 |                                  |                                  |                                  |                                  |                                  |                                  |                                  |
| 97    | Ibrahima Seck            |         |         |         |         |              |              |                 |             |             |             |             |              |              |                 |                                  |                                  |                                  |                                  |                                  |                                  |                                  |
| 99    | Adam Basse               |         |         |         |         |              |              |                 |             |             |             |             |              |              |                 |                                  |                                  |                                  |                                  |                                  |                                  |                                  |

Stan na: 15 lipca 2025 r.
Uwagi:
1. Tabela nie uwzględnia meczów towarzyskich.